# Чон-Кара-Буура
Чон-Кара-Буура (кирг. Чоң-Кара-Буура, до 2000 г. — Будённый) — село в Айтматовском районе Таласской области Кыргызстана. Входит в состав Кара-Бууринского аильного округа. Код СОАТЕ — 41707 215 818 02 0.

## Население
По данным переписи 2009 года, в селе проживало 2822 человека.